# Hakim Saci
Hakim Saci est un footballeur international algérien, né le 3 mai 1977 à Saint-Denis. Il occupait le poste d'attaquant. Il possède aussi la nationalité française.
Il compte deux sélections en équipe nationale entre 2000 et 2002.

## Carrière
Formé au Red Star, il y passe six années dont deux ans avec l'équipe professionnelle de 1999 à 2001 - en Division 2 et en National. Suivi par Guy Lacombe, celui-ci le suivra à Guingamp en juin 2001. Le jeune ailier droit débute en Division 1 le 18 août 2001 et fait rapidement parler de lui en devenant un élément-clé de l'équipe pendant deux années, aux côtés de Didier Drogba et de Florent Malouda. 
Laissé libre la saison suivante par Bertrand Marchand, qui ne compte plus sur lui, Hakim Saci s'engage pour un an avec le FC Metz de Jean Fernandez en juin 2003. Malheureusement pour lui, après un bon début de saison, il est victime d'une blessure de longue durée pendant un entraînement qui le tient éloigné des terrains pendant plusieurs mois et, sans jamais percer dans le club de l'est, Hakim Saci se retrouve sans club en juin 2004. 
Après des essais non concluants à Istres qui évolue en Ligue 1, Sedan et Reims en Ligue 2, il s'engage avec le Grenoble Foot 38 en Ligue 2, en janvier 2005, avec l'espoir de retrouver son niveau, pour un contrat et une option de un an mais qui ne sera pas levé.
Après six mois dans l'Isère, il s'engage avec l'AS Cannes où il joue une trentaine de matchs en National en un an et demi.
Au début de l'année 2007, il signe avec le club qatari d'Umm Salal Club, où il reste un an.
Lors du mercato hivernal 2008, il signe à l'US Boulogne, en Ligue 2 où il porte le numéro 9. Il ne joue que quatre matchs, se blessant rapidement (pubalgie). Il quitte alors le club en juin 2008. 
En janvier 2009, il s'engage avec le club amateur de l'UJA Alfortville après avoir pensé arrêter le football, c'est grâce à son ami Michel Moulin, vice-président de l'UJA qu'il a saisi l'occasion de se relancer en CFA. Lors de la saison 2009-2010, il joue 16 matchs, marque 3 buts et encadre les jeunes joueurs, ce qui permet à ce groupe de finir 2e de CFA.
Il rejoint le Racing CF-Levallois 92 en octobre 2010 mais n'y reste que trois mois. Lors du mercato d'hiver 2011, il retourne à l'UJA Alfortville.